# Галунггунг
Галунггунг (индон. Gunung Galunggung) — вулкан в провинции Западная Ява, Индонезия.
Расположен в западной части острова Ява на расстоянии 40 километров к северо-востоку от вулкана Папандайян и в 16 километрах к северо-западу от города Тасикмалая. Кратер вулкана находится на высоте 2168 метров. Восточный склон вулкана образует подковообразную кальдеру, в направлении которой происходил вулканический выброс вулканического шлака 4200 лет. Во время извержения, произошедшего в 1822 году, погибло 4000 человек. В 1982 году вулкан заставил власти страны эвакуировать более 35 000 жителей.

## Вулканическая активность
За свою историю вулкан извергался около 7 раз. Большинство извержений произошло в XIX—XX веках. Самое разрушительное датируется октябрём 1822 года. По шкале вулканических извержений оно достигало 5 баллов. Сопровождалось выбросом пирокластических потоков и лахарами. Жертвами того извержения было около 4 тысяч человек, разрушено 114 деревень. Извержение, произошедшее 18 июля 1818 года, носило эксплозивный характер. В результате возле кратерного озера образовался вулканический купол. Произошло извержение, которое окончилось 30 июля. В результате образовался лавовый купол высотой 85 метров и диаметром 440—560 м. Впоследствии он был уничтожен взрывным извержением 1982 года.

### Извержение 1982 года
Последнее крупное извержение Галунггунга произошло в январе 1982 года и длилось девять месяцев. Извержение по шкале вулканических извержений получило 4 балла. При его извержении погибло 68 человек. Было эвакуировано 68 000 человек. Извержение носило с разной периодичностью от взрывного характера до стромоболианского, сопровождалось выбросом пирокластических потоков, вулканических бомб, селями, лахарами. Выброс вулканического пепла был настолько обилен, что окружающая местность погрузилось в темноту. Шум от вулканической активности было чётко слышно на расстоянии 50 км от эпицентра извержения. Слой вулканического пепла покрыл местность на десятки километров к западу и достигал толщины 18 см. Было повреждено 94 000 га сельскохозяйственных угодий. В результате в вершинном кратере образовалось вулканическое озеро, которое со временем расширилось. Был прорыт тоннель с целью частичного слива воды из озера, так как оно представляло опасность прорыва кратера и образования будущего лахара.
Это извержение привлекло внимание мировой общественности к опасности вулканического пепла для авиации, после того как два пассажирских самолета Boeing 747 пострадали, пролетая через местность с высокой концентрацией вулканического пепла. На самолетах произошли временные сбои двигателей и повреждение наружной обшивки, оба самолета были вынуждены сделать аварийную посадку в аэропорту Халим Перданакусума в Джакарте.
Самолёт компании British Airways с 263 пассажирами на борту, рейс 009, случайно вошёл в облако пепла ночью в июне 1982 года, на расстоянии 150 км с подветренной стороны от вулкана. Все четыре двигателя самолёта заглохли из-за накопленного в них вулканического пепла, после чего самолет вынужденно снижался в течение 16 минут, спустившись c 11 500 метров до 4000 метров. В течение этого времени экипажу удалось перезапустить двигатели.
В следующем месяце самолет компании Singapore Airlines примерно с 230 пассажирами на борту также вошёл в пепловое облако в ночное время. Три из четырёх двигателей самолета остановились. Экипажу удалось перезапустить один из двигателей после спуска до высоты 2400 метров.
Оба самолёта получили серьёзные повреждения двигателей и наружных поверхностей.

### Последняя активность
В настоящий период вулкан неактивен. Последний раз предпосылки для извержения вулкана были в период с сентября 2011 г. по февраль 2012 г. Тогда в кратерном озере Галунггунга температура поднялась с 27 С до 40 С. Местному населению рекомендовалось находиться в 500 метрах от озера. 27 мая 2012 г. температура воды в озере снизилась, угроза эвакуации населения миновала. В настоящий период на склонах вулкана идёт бурный рост растительности. По сведениям GVGHM (англ. Center of Volcanology and Geological Hazard Mitigation) в образовавшемся озере вершинного кратера вулкана на 27 апреля 2012 года наблюдалась активная жизнь фауны в виде мальков рыб и насекомых.